# Francobolli italiani su Venezia Giulia e Dalmazia
Il Regno d'Italia annetté la Venezia Giulia - comprendente la penisola istriana e le città di Trieste e Gorizia - nonché la città dalmata di Zara col Trattato di Rapallo (1920). Col Trattato di Roma (1924) venne annessa anche la città di Fiume, precedentemente al centro di una complessa vicenda diplomatica che comprese - fra gli altri avvenimenti - anche la sua occupazione da parte di un gruppo di ribelli capeggiati dal poeta Gabriele D'Annunzio. Nel 1947 in seguito al Trattato di Parigi l'Italia cedette quasi tutte queste terre alla Jugoslavia, mentre Trieste venne formalmente costituita capitale del Territorio Libero di Trieste, diviso nelle zone A e B. La situazione venne modificata col Memorandum di Londra (1954): l'amministrazione civile della zona A e della zona B fu assegnata rispettivamente all'Italia e alla Jugoslavia. Col Trattato di Osimo (1976) le due zone entrarono anche formalmente a far parte dei due stati. Con la dissoluzione della Jugoslavia (1991) l'ex zona B venne infine divisa fra la Slovenia e la Croazia.
L'Italia emise diverse serie di francobolli dedicati alle vicende testé ricordate della Venezia Giulia e alla Dalmazia o ai personaggi provenienti da quelle terre.

## Emissioni

### Annessione della Venezia Giulia (1921)
Il 5 giugno 1921 venne emessa una prima serie di tre valori (15, 25 e 40 centesimi), per celebrare l'annessione della Venezia Giulia all'Italia. Nel bozzetto apparve il sigillo della città di Trieste, contornato dalla scritta "Annessione Venezia Giulia - 5 gennaio 1921".

### Decennale di Fiume (1934)

Il valore da 50 centesimi della serie del decennale di Fiume

In occasione del decimo anniversario dall'annessione della città di Fiume, le poste del Regno dedicarono all'evento serie di sedici francobolli: sette valori di posta ordinaria, sei di posta aerea e tre aeroespressi. I bozzetti, approntati dal pittore Corrado Mezzana, rappresentarono una serie di soggetti patriottici legati alla città e alla vicenda dell'Impresa di Fiume.

### Inizio di servizio di televisione nazionale (1954)
Emesso con il valore facciale da 25 e 60 lire il 25 febbraio 1954 con la tiratura di 4.200.000 copie rappresentava l'Italia nei confini prebellici e venne emesso nonostante le proteste diplomatiche jugoslave, quindi la Jugoslavia rispedì indietro tutte le affrancature con questo francobollo.

### 50º anniversario della morte di Cesare Battisti, Damiano Chiesa, Fabio Filzi e Nazario Sauro (1966)
In occasione del 50° della morte in seguito a condanna a morte degli irredentisti trentini e istriani Cesare Battisti, Damiano Chiesa, Fabio Filzi e Nazario Sauro venne dedicato un francobollo del valore di 40 lire che ebbe la tiratura di 19.607.958 copie, inoltre sullo sfondo del francobollo erano disegnati il Castello del Buonconsiglio di Trento ove furono impiccati Battisti, Chiesa e Filzi e l'Arsenale di Pola in Istria.

### Centenario della morte di Niccolò Tommaseo (1974)
In occasione del centenario della morte del linguista, scrittore e patriota di Sebenico Niccolò Tommaseo il 30 luglio 1974 venne emesso un francobollo del valore di 50 lire con la tiratura di 15.000.000 copie.

### 50º anniversario dell'esodo degli italiani dall'Istria, da Fiume e dalla Dalmazia (1997)
In occasione del cinquantesimo anniversario dell'Esodo giuliano dalmata, convenzionalmente terminato con l'annessione di Pola alla Jugoslavia nel 1947 è stato emesso un francobollo del valore di 800 lire in 3.000.000 di copie con l'immagine di alcuni esuli sul piroscafo Toscana che portò gli esuli istriani nei porti italiani.

### Liceo "Gian Rinaldo Carli" di Pisino (2003)
Nel 2003 venne dedicato un francobollo del valore di 0,41 euro allo scrittore, economista, storico e numismatico capodistriano Gian Rinaldo Carli e al Liceo Ginnasio a lui dedicato di Pisino d'Istria istituito nel 1898, sinistrato dai bombardamenti tedeschi nel 1943 e demolito dagli jugoslavi nel 1947, il francobollo venne emesso in 3.500.000 copie.

Gian Rinaldo Carli nel francobollo celebrativo del Liceo Ginnasio di Pisino d'Istria del 2003.

### 50º anniversario della restituzione della città di Trieste all'Italia (2004)
Il 26 ottobre 2004 è stato dedicato un francobollo da 0,45 euro emesso in 3.500.000 copie per il secondo ritorno di Trieste all'Italia nel 1954 con piazza Unità d'Italia a Trieste con lo stemma triestino e il tricolore.

### Giorno del ricordo dell'esodo dall'Istria, Fiume e Dalmazia (2005)
Il 10 febbraio 2005 è stato emesso un francobollo da 0,45 euro in 3.500.000 copie dedicato al Giorno del ricordo dell'Esodo giuliano dalmata, istituito due anni prima dal governo Berlusconi II.

### Società Dalmata di Storia Patria (2006)
Il 10 febbraio 2006, Giorno del ricordo, viene dedicato un francobollo all'80º anniversario della fondazione della Società Dalmata di Storia Patria da 0,45 euro in 3.500.000 copie. La Società Dalmata di Storia Patria venne fondata a Zara (all'epoca in Italia) nel 1926, rifondata nel 1961 a Roma.

Il francobollo che nel 2006 ha celebrato gli ottant'anni della Società Dalmata di Storia Patria.

### 60º anniversario della borgata Giuliana di Fertilia (2007)
Il 10 febbraio 2007, Giorno del ricordo, viene dedicato un francobollo al 60º anniversario della costruzione della borgata sarda di Fertilia, vicino ad Alghero, che dal dopoguerra accolse gli esuli giulino-dalmati, il francobollo ha un valore di 0,45 euro e ha una tiratura di 3.500.000 copie, nel francobollo sono disegnati dei profughi istriani e la carta dell'Istria con una cartolina della borgata.

### Città di Fiume (2007)
Il 10 dicembre 2007 è stato dedicato un francobollo alla Città di Fiume come "Terra orientale già italiana" da 0,65 euro con rappresentato il Palazzo del Governatore adesso sede del Museo marittimo e storico del litorale croato. Il francobollo è stato emesso in 3.500.000 copie e a causa delle proteste croate l'emissione è stata sospesa e poi posticipata.

### Ex Liceo "Carlo Combi" - Capodistria (2008)
Inizialmente prevista per il Giorno del Ricordo del 2008, l'uscita fu posticipata all'8 marzo con un'altra versione a causa delle proteste della Slovenia, il francobollo aveva un valore di 0,60 euro ed era dedicato all'ex Liceo Ginnasio "Carlo Combi" di Capodistria.

### Giovanni Palatucci (2009)
Il 29 maggio 2009 è stato dedicato un francobollo al campano Giovanni Palatucci, ultimo funzionario di pubblica sicurezza presso la Questura di Fiume dal 1937 al 1944 che salvò 5.000 ebrei, arrestato dai nazisti morì l'anno dopo a Dachau e venne in seguito proclamato Servo di Dio e Giusto fra le nazioni. Il francobollo è stato emesso in 3.500.000 copie.